# اولشتات
اولشتات (به آلمانی: Ohlstadt) یک شهر در آلمان است که در بایرن واقع شده‌است.

## خصوصیات
اولشتات ۴۱٫۱۷ کیلومترمربع مساحت دارد ۶۶۵ متر بالاتر از سطح دریا واقع شده‌است.